# Colletes validus
Colletes validus är en solitär biart som beskrevs av Cresson 1868. Den ingår i släktet sidenbin och familjen korttungebin. Inga underarter finns listade i Catalogue of Life.

## Beskrivning
Arten är tämligen stor för att vara ett sidenbi, med en kroppslängd mellan 13 och 14 mm för honan och 10 till 12 mm för hanen. Huvudet är avlångt med mörka antenner. Huvud och mellankropp har gråvit päls med inblandning av gulbrunt på ovansidan. Bakkroppen är svart med vita hårband på tergiternas bakkroppssegmentens, bakkanter.

## Ekologi
Colletes validus  är polylektisk, den besöker flera olika blommande växter, som ljungväxter (blåbärssläktet, finnmyrten och vinterroslingssläktet), rosväxter (häggmispelsläktet och plommonsläktet samt ripsväxter (vinbärssläktet) Arten kommer fram tidigt från sitt vinterbo och ägnar sig åt bobyggnad och insamling av föda åt larverna från april till maj. Äggen är färdigutvecklade i september, och de nya insekterna övervintrar som vuxna. Totala flygperioden varar till juli.

## Utbredning
Utbredningsområdet är lokaliserat till östra Nordamerika och sträcker sig från Ontario i Kanada över Minnesota, Wisconsin, Michigan, New York, New England och New Brunswick till Georgia och North Carolina.